# Coppa del mondo di tiro
La Coppa del mondo di tiro fu istituita nel 1986 dalla International Shooting Sport Federation per creare un sistema omogeneo di qualificazione per le gare di tiro ai Giochi olimpici. Dal 1988 al 2019 i migliori tiratori si qualificavano per una finale di Coppa del Mondo.

## Edizioni e località

### Tiro a segno
Cancellata a causa della pandemia di COVID-19
| Edizione | Anno | Tappa 1           | Tappa 2           | Tappa 3           | Tappa 4           | Tappa 5           | Tappa 6           | Finale            |
| -------- | ---- | ----------------- | ----------------- | ----------------- | ----------------- | ----------------- | ----------------- | ----------------- |
| 1        | 1986 | Città del Messico | Suhl              | Monaco di Baviera | Zurigo            | Bucarest          | Seul              |                   |
| 2        | 1987 | L'Avana           | Città del Messico | Monaco di Baviera | Suhl              | Zurigo            | Seul              |                   |
| 3        | 1988 | Città del Messico | Rio de Janeiro    | Suhl              | Monaco di Baviera | Mosca             |                   | Monaco di Baviera |
| 4        | 1989 | Città del Messico | Zagabria          | Suhl              | Monaco di Baviera | Zurigo            | Rio de Janeiro    | Monaco di Baviera |
| 5        | 1990 | Città del Messico | Los Angeles       | Suhl              | Monaco di Baviera | Zurigo            | Rio de Janeiro    | Monaco di Baviera |
| 6        | 1991 | Città del Messico | Los Angeles       | Seul              | Zagabria          | Monaco di Baviera | Zurigo            | Monaco di Baviera |
| 7        | 1992 | Città del Messico | Los Angeles       | Suhl              | Monaco di Baviera | Milano            |                   | Monaco di Baviera |
| 8        | 1993 | Seul              | Los Angeles       | Monaco di Baviera | Milano            | Milano            | Monaco di Baviera |                   |
| 9        | 1994 | Fort Benning      | L'Avana           | Pechino           | Milano            | Barcellona        | Monaco di Baviera |                   |
| 10       | 1995 | L'Avana           | Hiroshima         | Seul              | Monaco di Baviera | Milano            | Monaco di Baviera |                   |
| 11       | 1996 | L'Avana           | Atlanta           | Monaco di Baviera | Milano            |                   | Näfels            |                   |
| 12       | 1997 | L'Avana           | Seul              | Monaco di Baviera | Milano            | Lugano            |                   |                   |
| 13       | 1998 | Atlanta           | Monaco di Baviera | Milano            | Buenos Aires      | Zurigo            |                   |                   |
| 14       | 1999 | Seul              | Monaco di Baviera | Milano            | Atlanta           | Monaco di Baviera |                   |                   |
| 15       | 2000 | Sydney            | Milano            | Monaco di Baviera | Atlanta           | Monaco di Baviera |                   |                   |
| 16       | 2001 | Atlanta           | Seul              | Milano            | Monaco di Baviera | Monaco di Baviera |                   |                   |
| 17       | 2002 | Sydney            | Shanghai          | Atlanta           | Milano            | Monaco di Baviera |                   |                   |
| 18       | 2003 | Fort Benning      | Zagabria          | Monaco di Baviera | Changwon          | Milano            |                   |                   |
| 19       | 2004 | Bangkok           | Sydney            | Atene             | Milano            | Bangkok           |                   |                   |
| 20       | 2005 | Changwon          | Fort Benning      | Monaco di Baviera | Milano            | Monaco di Baviera |                   |                   |
| 21       | 2006 | Guangzhou         | Resende           | Monaco di Baviera | Milano            | Granada           |                   |                   |
| 22       | 2007 | Fort Benning      | Sydney            | Bangkok           | Monaco di Baviera | Bangkok           |                   |                   |
| 23       | 2008 | Rio de Janeiro    | Pechino           | Monaco di Baviera | Milano            | Bangkok           |                   |                   |
| 24       | 2009 | Changwon          | Pechino           | Monaco di Baviera | Milano            | Wuxi              |                   |                   |
| 25       | 2010 | Sydney            | Pechino           | Fort Benning      | Belgrado          | Monaco di Baviera |                   |                   |
| 26       | 2011 | Sydney            | Changwon          | Fort Benning      | Monaco di Baviera | Breslavia         |                   |                   |
| 27       | 2012 | Londra            | Milano            | Monaco di Baviera |                   | Bangkok           |                   |                   |
| 28       | 2013 | Changwon          | Fort Benning      | Monaco di Baviera | Granada           | Monaco di Baviera |                   |                   |
| 29       | 2014 | Fort Benning      | Monaco di Baviera | Maribor           | Pechino           | Qəbələ            |                   |                   |
| 30       | 2015 | Changwon          | Fort Benning      | Monaco di Baviera | Qəbələ            | Monaco di Baviera |                   |                   |
| 31       | 2016 | Bangkok           | Rio de Janeiro    | Monaco di Baviera | Baku              | Bologna           |                   |                   |
| 32       | 2017 | Nuova Delhi       | Monaco di Baviera | Qəbələ            |                   | Nuova Delhi       |                   |                   |
| 33       | 2018 | Guadalajara       | Changwon          | Fort Benning      | Monaco di Baviera |                   |                   |                   |
| 34       | 2019 | Nuova Delhi       | Pechino           | Monaco di Baviera | Rio de Janeiro    | Putian            |                   |                   |
| 35       | 2020 | Tokyo             | Nuova Delhi       | Monaco di Baviera | Baku              |                   |                   |                   |
| 35       | 2021 | Nuova Delhi       | Changwon          | Osijek            |                   | Breslavia         |                   |                   |
| 36       | 2022 | Il Cairo          | Rio de Janeiro    | Baku              | Changwon          |                   |                   |                   |
| 37       | 2023 | Giacarta          | Il Cairo          | Bhopal            | Lima              | Baku              | Rio de Janeiro    | Doha              |
| 38       | 2024 | Il Cairo          | Baku              | Monaco di Baviera |                   |                   |                   | Nuova Delhi       |
| 39       | 2025 | Buenos Aires      | Monaco di Baviera | Ningbo            | Lima              |                   |                   |                   |

### Tiro a volo
| Edizione | Anno | Tappa 1           | Tappa 2           | Tappa 3           | Tappa 4          | Tappa 5          | Tappa 6           | Finale      |
| -------- | ---- | ----------------- | ----------------- | ----------------- | ---------------- | ---------------- | ----------------- | ----------- |
| 1        | 1986 | Città del Messico | Montecatini Terme | Mosca             | Suhl             | Seul             |                   |             |
| 2        | 1987 | L'Avana           | Città del Messico | Montecatini Terme | Mosca            | Seul             |                   |             |
| 3        | 1988 | Città del Messico | Belo Horizonte    | Suhl              | Osijek           | Bologna          | Monaco di Baviera |             |
| 4        | 1989 | Città del Messico | Suhl              | Osijek            | Tampere          | Tallinn          | Monaco di Baviera |             |
| 5        | 1990 | Città del Messico | Los Angeles       | Bologna           | Suhl             | Weert            | Monaco di Baviera |             |
| 6        | 1991 | Città del Messico | Los Angeles       | Lonato del Garda  | Seul             | Il Cairo         | Monaco di Baviera |             |
| 7        | 1992 | Il Cairo          | Città del Messico | Los Angeles       | Lonato del Garda | Suhl             | Monaco di Baviera |             |
| 8        | 1993 | Il Cairo          | Seul              | Los Angeles       | Suhl             | Fagnano Olona    | Monaco di Baviera |             |
| 9        | 1994 | Nicosia           | Il Cairo          | L'Avana           | Pechino          | Fagnano Olona    | Monaco di Baviera |             |
| 10       | 1995 | Lima              | Nicosia           | Seul              | Chiba            | Lahti            | Monaco di Baviera |             |
| 11       | 1996 | Lima              | Atlanta           | Lonato del Garda  | Suhl             |                  | Montecatini Terme |             |
| 12       | 1997 | Nuova Delhi       | Nicosia           | Lonato del Garda  | Seul             | Brisbane         | Montecatini Terme |             |
| 13       | 1998 | Il Cairo          | Brunei            | Atlanta           | Lonato del Garda |                  | Montecatini Terme |             |
| 14       | 1999 | Lima              | Latsia            | Kumamoto          | Lonato del Garda | Al Kuwait        |                   |             |
| 15       | 2000 | Nuova Delhi       | Sydney            | Il Cairo          | Lonato del Garda | Nicosia          |                   |             |
| 16       | 2001 | Nicosia           | Seul              | Lonato del Garda  | Americana        | Doha             |                   |             |
| 17       | 2002 | Sydney            | Shanghai          | Suhl              | Santo Domingo    | Lonato del Garda |                   |             |
| 18       | 2003 | Perth             | Nuova Delhi       | Granada           | Lonato del Garda | Roma             |                   |             |
| 19       | 2004 | Sydney            | Il Cairo          | Atene             | Americana        | Maribor          |                   |             |
| 20       | 2005 | Changwon          | Roma              | Belgrado          | Americana        | Dubai            |                   |             |
| 21       | 2006 | Qingyuan          | Kerrville         | Il Cairo          | Suhl             | Granada          |                   |             |
| 22       | 2007 | Santo Domingo     | Changwon          | Lonato del Garda  | Maribor          | Belgrado         |                   |             |
| 23       | 2008 | Pechino           | Kerrville         | Suhl              | Belgrado         | Minsk            |                   |             |
| 24       | 2009 | Il Cairo          | Monaco di Baviera | Minsk             | San Marino       | Pechino          |                   |             |
| 25       | 2010 | Acapulco          | Pechino           | Dorchester        | Lonato del Garda | Smirne           |                   |             |
| 26       | 2011 | Concepción        | Sydney            | Pechino           | Maribor          | Al-'Ayn          |                   |             |
| 27       | 2012 | Tucson            | Londra            | Lonato del Garda  |                  | Maribor          |                   |             |
| 28       | 2013 | Acapulco          | Al-'Ayn           | Nicosia           | Granada          | Abu Dhabi        |                   |             |
| 29       | 2014 | Tucson            | Almaty            | Monaco di Baviera | Pechino          | Qəbələ           |                   |             |
| 30       | 2015 | Acapulco          | Al-'Ayn           | Larnaca           | Qəbələ           | Nicosia          |                   |             |
| 31       | 2016 | Nicosia           | Rio de Janeiro    | San Marino        | Baku             | Roma             |                   |             |
| 32       | 2017 | Nuova Delhi       | Acapulco          | Larnaca           |                  | Nuova Delhi      |                   |             |
| 33       | 2018 | Guadalajara       | Changwon          | Siġġiewi          | Tucson           |                  |                   |             |
| 34       | 2019 | Acapulco          | Al-'Ayn           | Changwon          | Lahti            | Al-'Ayn          |                   |             |
| 35       | 2020 | Nicosia           |                   |                   |                  |                  |                   |             |
| 36       | 2021 | Il Cairo          | Nuova Delhi       | Lonato del Garda  | Osijek           | Larnaca          |                   |             |
| 37       | 2022 | Nicosia           | Lima              | Lonato del Garda  | Baku             | Changwon         |                   |             |
| 37       | 2023 | Rabat             | Doha              | Larnaca           | Il Cairo         | Almaty           | Lonato del Garda  | Doha        |
| 38       | 2024 | Il Cairo          | Rabat             | Baku              | Lonato del Garda |                  |                   | Nuova Delhi |
| 39       | 2025 | Buenos Aires      | Nicosia           | Lonato del Garda  | Hangzhou         |                  |                   |             |

### Bersaglio mobile (non più in uso)
| Anno | Tappa 1             | Tappa 2           | Tappa 3           | Tappa 4             | Tappa 5           | Tappa 6           | Finale            |
| ---- | ------------------- | ----------------- | ----------------- | ------------------- | ----------------- | ----------------- | ----------------- |
| 1989 | Città del Guatemala | Suhl              | Monaco di Baviera |                     |                   |                   | Monaco di Baviera |
| 1990 | Città del Guatemala | Città del Messico | Los Angeles       | Suhl                | Monaco di Baviera | Zurigo            | Monaco di Baviera |
| 1991 | Città del Guatemala | Los Angeles       | Seul              | Zagabria            | Monaco di Baviera | Suhl              | Monaco di Baviera |
| 1992 | Città del Guatemala | Los Angeles       | Suhl              | Monaco di Baviera   | Milano            |                   | Monaco di Baviera |
| 1993 | Seul                | Los Angeles       | Monaco di Baviera | Milano              |                   | Monaco di Baviera |                   |
| 1994 | Città del Guatemala | Pechino           | Milano            | Barcellona          | Monaco di Baviera |                   |                   |
| 1995 | Seul                | Monaco di Baviera | Milano            | Città del Guatemala | Monaco di Baviera |                   |                   |
| 1996 | L'Avana             | Atlanta           | Plzeň             | Milano              | Näfels            |                   |                   |
| 1997 | L'Avana             | Seul              | Monaco di Baviera | Milano              | Lugano            |                   |                   |
| 1998 | Città del Guatemala | Atlanta           | Monaco di Baviera | Milano              | Zurigo            |                   |                   |
| 1999 | Seul                | Monaco di Baviera | Milano            | Atlanta             | Monaco di Baviera |                   |                   |
| 2000 | Sydney              | Milano            | Monaco di Baviera | Città del Guatemala | Monaco di Baviera |                   |                   |
| 2001 | Atlanta             | Seul              | Milano            | Monaco di Baviera   | Monaco di Baviera |                   |                   |
| 2002 | Sydney              | Shanghai          | Atlanta           | Plzeň               | Monaco di Baviera |                   |                   |
| 2003 | Zagabria            | Monaco di Baviera | Changwon          | Suhl                | Milano            |                   |                   |
| 2004 | Bangkok             | Sydney            | Atene             | Milano              | Bangkok           |                   |                   |

## Medagliere
Aggiornato all'edizione 2022
| Pos.   | Nazione                            | Oro  | Argento | Bronzo | Totale |
| ------ | ---------------------------------- | ---- | ------- | ------ | ------ |
| 1      | Cina                               | 320  | 288     | 234    | 842    |
| 2      | Stati Uniti                        | 214  | 198     | 198    | 610    |
| 3      | Italia                             | 192  | 159     | 168    | 519    |
| 4      | Germania                           | 168  | 127     | 156    | 451    |
| 5      | Russia                             | 159  | 192     | 161    | 512    |
| 6      | Unione Sovietica                   | 159  | 192     | 161    | 512    |
| 7      | Bulgaria                           | 80   | 71      | 58     | 209    |
| 8      | Francia                            | 79   | 59      | 74     | 212    |
| 9      | Corea del Sud                      | 69   | 61      | 93     | 223    |
| 10     | India                              | 62   | 53      | 46     | 161    |
| 11     | Rep. Ceca                          | 56   | 52      | 58     | 166    |
| 12     | Ungheria                           | 52   | 64      | 63     | 179    |
| 13     | Australia                          | 51   | 48      | 49     | 148    |
| 14     | Jugoslavia                         | 46   | 27      | 23     | 96     |
| 15     | Slovacchia                         | 40   | 28      | 36     | 104    |
| 16     | Norvegia                           | 37   | 42      | 45     | 124    |
| 17     | Ucraina                            | 36   | 48      | 51     | 135    |
| 18     | Bielorussia                        | 34   | 29      | 41     | 104    |
| 19     | Spagna                             | 30   | 46      | 49     | 125    |
| 20     | Gran Bretagna                      | 30   | 33      | 28     | 91     |
| 21     | Serbia                             | 29   | 30      | 28     | 57     |
| 22     | Germania Est                       | 28   | 18      | 19     | 65     |
| 23     | Giappone                           | 23   | 22      | 23     | 68     |
| 24     | Croazia                            | 23   | 19      | 24     | 66     |
| 25     | Polonia                            | 22   | 44      | 34     | 100    |
| 26     | Finlandia                          | 22   | 25      | 38     | 85     |
| 27     | Kazakistan                         | 21   | 23      | 28     | 72     |
| 28     | Austria                            | 19   | 28      | 37     | 84     |
| 29     | Cecoslovacchia                     | 19   | 28      | 15     | 62     |
| 30     | Danimarca                          | 19   | 25      | 18     | 62     |
| 31     | Svizzera                           | 19   | 23      | 30     | 72     |
| 32     | Germania Ovest                     | 19   | 17      | 22     | 58     |
| 33     | Slovenia                           | 18   | 15      | 16     | 49     |
| 34     | Svezia                             | 17   | 30      | 26     | 73     |
| 35     | Cuba                               | 16   | 14      | 17     | 47     |
| 36     | Mongolia                           | 14   | 7       | 13     | 34     |
| 37     | Kuwait                             | 11   | 10      | 19     | 40     |
| 38     | Grecia                             | 10   | 13      | 12     | 35     |
| 39     | Georgia                            | 10   | 12      | 9      | 31     |
| 40     | Romania                            | 9    | 24      | 17     | 50     |
| 41     | Cipro                              | 9    | 17      | 12     | 38     |
| 42     | Israele                            | 9    | 13      | 12     | 34     |
| 43     | Portogallo                         | 7    | 11      | 9      | 27     |
| 44     | Colombia                           | 7    | 9       | 6      | 22     |
| 45     | San Marino                         | 7    | 7       | 7      | 21     |
| 46     | Iran                               | 7    | 4       | 9      | 20     |
| 47     | Turchia                            | 6    | 10      | 8      | 24     |
| 48     | Paesi Bassi                        | 6    | 7       | 8      | 21     |
| 49     | Canada                             | 5    | 9       | 11     | 25     |
| 50     | Brasile                            | 5    | 8       | 11     | 24     |
| 51     | Squadra Unificata                  | 5    | 5       | 7      | 17     |
| 52     | Messico                            | 5    | 4       | 6      | 15     |
| 53     | Emirati Arabi Uniti                | 5    | 3       | 5      | 13     |
| 54     | Belgio                             | 4    | 10      | 6      | 20     |
| 55     | Partecipanti Olimpici Indipendenti | 4    | 7       | 3      | 14     |
| 56     | Argentina                          | 4    | 4       | 4      | 12     |
| 57     | Serbia e Montenegro                | 4    | 3       | 1      | 8      |
| 58     | Thailandia                         | 3    | 19      | 8      | 30     |
| 59     | Taipei cinese                      | 3    | 9       | 13     | 25     |
| 60     | Singapore                          | 3    | 2       | 9      | 14     |
| 61     | Guatemala                          | 2    | 5       | 3      | 10     |
| 62     | Egitto                             | 2    | 4       | 5      | 11     |
| 63     | Vietnam                            | 2    | 2       | 5      | 9      |
| 64     | Malta                              | 2    | 2       | 0      | 4      |
| 65     | Cile                               | 1    | 4       | 1      | 6      |
| 66     | Estonia                            | 1    | 3       | 1      | 5      |
| 66     | Libano                             | 1    | 3       | 1      | 5      |
| 66     | Uzbekistan                         | 1    | 3       | 1      | 5      |
| 69     | Armenia                            | 1    | 2       | 1      | 4      |
| 69     | Porto Rico                         | 1    | 2       | 1      | 4      |
| 71     | Lettonia                           | 1    | 1       | 6      | 8      |
| 72     | Figi                               | 1    | 1       | 1      | 3      |
| 72     | Irlanda                            | 1    | 1       | 1      | 3      |
| 74     | Perù                               | 1    | 0       | 3      | 4      |
| 75     | Lussemburgo                        | 1    | 0       | 1      | 2      |
| 76     | Lituania                           | 1    | 0       | 0      | 1      |
| 77     | Azerbaigian                        | 0    | 6       | 6      | 12     |
| 78     | Qatar                              | 0    | 4       | 7      | 11     |
| 79     | Malaysia                           | 0    | 3       | 0      | 3      |
| 80     | Nuova Zelanda                      | 0    | 2       | 4      | 6      |
| 81     | Corea del Nord                     | 0    | 2       | 2      | 4      |
| 82     | Moldavia                           | 0    | 2       | 0      | 2      |
| 83     | Rep. Dominicana                    | 0    | 1       | 1      | 2      |
| 84     | Birmania                           | 0    | 1       | 0      | 1      |
| 85     | Hong Kong                          | 0    | 0       | 1      | 1      |
| 85     | Indonesia                          | 0    | 0       | 1      | 1      |
| Totale | Totale                             | 2348 | 2350    | 2354   | 7052   |